# 遠山一行
遠山 一行（とおやま かずゆき、1922年（大正11年）7月4日 - 2014年（平成26年）12月10日）は、日本の音楽評論家・実業家。日興證券会長を務めた遠山元一の長男。

## 略歴
遠山元一の長男として東京市麻布区笄町（現在の港区西麻布）に生まれ育つ。クリスチャンの家庭であり、一行自身もプロテスタントの信仰で育った。
1929年（昭和4年）、成城学園小学校に入学。同級に加藤一郎がいた。1933年（昭和8年）、澤柳政太郎没後の学園経営をめぐるトラブル、いわゆる成城事件（成城騒動）により小学6年時に自主退学し、第2学期から麻布区立南山小学校に転校。1935年（昭和10年）、府立高等学校尋常科に入学。第1学年2学期からピアノを朴啓成（後の属啓成）に師事。1939年（昭和14年）、府立高等学校文科乙類に進学。酒井悌（やすし）にチェロと和声学を学ぶ。1940年（昭和15年）から成城学園の合唱団に加わり、ジョゼフ・ローゼンストックの指揮のもとにハイドンのオラトリオ『四季』、モーツァルト『レクイエム』、バッハ『マタイ受難曲』などを演奏。1942年（昭和17年）、東京帝国大学文学部美学美術史学科に進み、属啓成のもとで一時中断していたピアノのレッスンを再開。1943年（昭和18年）12月、第1回学徒出陣により東部第6部隊に編入され、戦時中は1945年（昭和20年）7月から甲府の連隊で暗号教育の教官を務めるなど、同年9月に復員するまで内地で軍隊生活を送る（この間、1944年9月、入隊中に帝大美学科を卒業）。
1946年（昭和21年）4月、東京大学大学院に進み、音楽美学を専攻。同年、『音楽する心』が『音楽之友』誌の7・8月合併号に掲載されたところ野村光一に注目され、野村の勧めで10月から毎日新聞に音楽時評を執筆。1948年4月、慶應義塾高等学校講師となり、西洋音楽史を担当（1949年3月まで）。当時の受持ちのクラスに林光がいた。同年9月、齋藤秀雄たちの発議により子供のための音楽教室が開かれたことに伴い、同教室で音楽理論と音楽史を講じる（1951年夏まで）。同年、遠山偕成会長に就任。1949年から1950年まで日興證券監査役を務める。この間、1949年（昭和24年）4月にフェリス女学院短期大学音楽部助教授となる（1957年3月まで）。同年5月から東京藝術大学音楽学部講師を兼任。
1951年（昭和26年）に渡仏し、聴講生としてパリ音楽院とパリ大学に入学。前者ではジャック・シャイエのもとで、後者ではノルベール・デュフルクのもとで音楽史を学ぶ。1957年に帰国。1959年から桐朋学園短期大学教授（ - 1974年）。この間、1960年12月まで讀賣新聞で音楽時評を担当。
1962年（昭和37年）、遠山音楽財団を設立し理事長に就任、同時に付属図書館を東京都港区に開設、1987年に「日本近代音楽館」に改称。近現代日本の作曲家の自筆譜面10万点をはじめ、書簡、原稿、プログラム、録音資料など、資料は全50万点を所蔵していた。2010年3月自身の高齢と財政事情により閉館され、資料は明治学院大学に寄贈された。
1962年（昭和37年）、妻子と共に再渡仏。翌年5月に、母が脳腫瘍で歩行困難となったため帰国。1967年、江藤淳、高階秀爾と『季刊藝術』（-1979年）を創刊（古山高麗雄が編集長、50号発行）。1976年『ショパン』で第18回毎日芸術賞受賞。1979年、フランス芸術文化勲章オフィシエ章を受ける。
1983年（昭和58年）、民間人として初めて東京文化会館館長となる。1985年、紫綬褒章および中島健蔵音楽賞を受ける。1987年、京都音楽賞受賞。1991年、東京芸術劇場館長を兼務。日本音楽コンクール委員長などを歴任。1993年、勲三等旭日中綬章受章。1995年から1996年まで桐朋学園大学の学長を務める。1998年、文化功労者に選ばれる。2010年に明治学院大より名誉博士号を授与された。
その他の著書に『私の音楽手帳』『いまの音むかしの音』（講談社）や『遠山一行著作集』全6巻（新潮社）などがある。季刊芸術出版社長、東京音楽ペンクラブ会長、日本近代音楽財団理事長、遠山偕成の代表取締役相談役を務めた。
2014年12月10日、脳梗塞のため死去。92歳没。

## 家族
妻の遠山慶子はアルフレッド・コルトーに師事したピアニスト。弟の遠山信二は指揮者。末弟の遠山直道はダヴィッド社社長。長男の遠山公一は西洋美術史家で、慶應義塾大学文学部教授。次男の遠山明良は遠山偕成株式会社の代表取締役及び水海道ゴルフクラブ理事長。甥（直道の息子）に、工学者の遠山元道と「スープストックトーキョー」の遠山正道。

## 人物
- 妻ともども愛猫家であり、自宅の庭に住みついた野良猫たちに「トンデレラ」「シンデレラ」（1977年当時流行していたキンチョールのテレビCMに因む）などの名を付けて可愛がっていたことがある[3]。
- ジャズ愛好家でもあり、ジョン・コルトレーンとマイルス・デイヴィスのファン。特にマイルスについては「アメリカ人のクラシック奏者で、これだけの音楽家を私は知らない」と発言している[4]。
- 1997年1月30日、藤岡信勝、西尾幹二らによって「新しい歴史教科書をつくる会」が設立されると[5][6]、各界著名人が賛意を表し、同年6月6日時点の賛同者は204人を数えた。遠山もその中に名を連ねた[7]。

## 出演番組
- 芸術展望「音楽時評」（NHK-FM）
- 名演奏家を聴く アルフレッド・コルトー集（NHK-FM） - 遠山は主要ディスクを紹介した[注釈 1]。「コルトーは『指の腹をつかって弾きなさい、こうしないと本当の音が出ない』と教えていました」、「コルトーはなぜかショパンのタランテラを生徒によく弾かせていた」、「コルトーはマズルカをほとんど録音できなかった、マズルカを公開の場で弾いたこともあったが、筋違いのように感じました」など軽妙なエピソードを添えた。フランス語の後置装飾の通りに、あえて幻想即興曲を即興幻想曲と発言して紹介していた。

## 著書

### 単著
- 『名曲のたのしみ』新潮社、1967年3月。 NCID BN08166024。全国書誌番号:67005454。
- 『音楽=ヨーロッパ=東京』音楽之友社、1968年11月。 NCID BN01643894。全国書誌番号:68006356。
- 『現代と音楽』講談社、1972年6月。 NCID BN05958387。全国書誌番号:75040914。
- 『ショパン』新潮社、1976年9月。 NCID BN05268028。全国書誌番号:75040403。
  - 『ショパン』新潮社〈新潮文庫 カラー版作曲家の生涯〉、1988年7月。ISBN 9784101092119。 NCID BN05742446。全国書誌番号:88055482。
  - 『ショパン』講談社〈講談社学術文庫 987〉、1991年9月。ISBN 9784061589872。 NCID BN06714592。全国書誌番号:91070054。
- 『音楽有愁』音楽之友社、1976年6月。 NCID BN03957780。全国書誌番号:75048676。
- 『音楽とともに』小沢書店、1981年9月。 NCID BN05959346。全国書誌番号:81047864。
- 『古典と幻想 音楽におけるマニエリスム』青土社、1983年7月。 NCID BN04023386。全国書誌番号:84032524。
- 『ヨーロッパ近代クラシック音楽史 ロマン派のはじまりとその終焉』東京音楽社、1984年10月。ISBN 9784885640742。 NCID BN02654014。全国書誌番号:85043371。
  - 『ヨーロッパ近代クラシック音楽史 ロマン派のはじまりとその終焉』ショパン、1995年4月。ISBN 9784915994142。 NCID BA40113571。全国書誌番号:99098466。
- 『考える耳 考える目』青土社、1990年1月。ISBN 9784791750597。 NCID BN04515915。全国書誌番号:90030958。
- 『河上徹太郎私論』新潮社、1992年9月。ISBN 9784103149033。 NCID BN10826647。全国書誌番号:93000911。
- 『日付のある批評 1992～94・東京日記』音楽之友社、1995年6月。ISBN 9784276200517。 NCID BN12751436。全国書誌番号:95069416。
- 『「辺境」の音 ストラヴィンスキーと武満徹』音楽之友社〈音楽選書 72〉、1996年2月。ISBN 9784276370722。 NCID BN13789638。全国書誌番号:96042341。
- 『私の音楽手帖』講談社、1996年7月。ISBN 9784062082594。 NCID BN14945943。全国書誌番号:97006297。
- 『猫好きの話 西麻布雑記』小沢書店、1996年7月。ISBN 9784755103261。 NCID BN15105777。全国書誌番号:97011189。
- 『マチスについての手紙』新潮社、1999年7月。ISBN 9784103149040。 NCID BA43258978。全国書誌番号:99117280。
- 『いまの音 むかしの音』講談社、2000年10月。ISBN 9784062102629。 NCID BA49429494。全国書誌番号:20122458。
- 『芸術随想』彌生書房、2003年6月。ISBN 9784841507690。 NCID BA6351471X。全国書誌番号:20575117。
- 『モーツァルトをめぐる十二章』春秋社、2006年5月。ISBN 9784393937662。 NCID BA77236513。全国書誌番号:21035601。
- 長谷川郁夫 編『語られた自叙伝』作品社、2015年12月。ISBN 9784861825620。 NCID BB20258681。全国書誌番号:22689060。

### 共著
- 遠山一行、中山公男、高階秀爾『ピカソ』中央公論社〈世界の名画 17〉、1973年6月。 NCID BN09277202。全国書誌番号:75045901。
  - 遠山一行、中山公男、高階秀爾『ピカソ』（新装カンヴァス版）中央公論社〈世界の名画 17〉、1994年4月。ISBN 9784124031195。 NCID BN09277202。全国書誌番号:94053648。
- 遠山一行、木村重信 著、座右宝刊行会 編『ミロ・カンディンスキー』小学館〈世界美術全集 34〉、1977年12月。 NCID BN0919458X。全国書誌番号:78001949。

### 編集
- 『ピアノによせて』音楽之友社〈音楽の森 名随筆選 2〉、1989年6月。ISBN 9784276202023。 NCID BN03723735。全国書誌番号:89044203。
- 『名曲』作品社〈日本の名随筆 別巻13〉、1992年3月。ISBN 9784878938337。 NCID BN07376928。全国書誌番号:92031477。

### 共編
- 遠山一行、内垣啓一 編『ワーグナー変貌』白水社、1967年5月。 NCID BN01934208。全国書誌番号:67005748。
- 江藤, 淳、高階, 秀爾、遠山, 一行 編『芸術と思想 シンポジウム』講談社、1969年11月。 NCID BN05826149。全国書誌番号:75048943。
- 遠山一行、海老沢敏 編『ラルース世界音楽作品事典』福武書店、1989年11月。ISBN 9784828816012。 NCID BN04053343。全国書誌番号:91000790。
- 遠山一行、海老沢敏 編『ラルース世界音楽事典』 上 アート、福武書店、1989年11月。ISBN 9784828816005。 NCID BN04018160。全国書誌番号:91000791。
- 遠山一行・海老沢敏 編『ラルース世界音楽事典』 下 ナーワ・索引、福武書店、1989年11月。ISBN 9784828816005。 NCID BN04018160。全国書誌番号:91000791。2冊組
- 遠山一行・海老沢敏 編『ラルース世界音楽人名事典』福武書店、1989年11月。ISBN 9784828816029。 NCID BN04053638。全国書誌番号:91000792。
- 後藤, 暢子、團, 伊玖磨、遠山, 一行 編『山田耕筰著作全集』 1巻、岩波書店、2001年4月。ISBN 9784000924313。 NCID BA5206109X。全国書誌番号:20194656。
- 後藤暢子・團伊玖磨・遠山一行 編『山田耕筰著作全集』 2巻、岩波書店、2001年6月。ISBN 9784000924320。 NCID BA5206109X。全国書誌番号:。
- 後藤暢子・團伊玖磨・遠山一行 編『山田耕筰著作全集』 3巻、岩波書店、2001年10月。ISBN 9784000924337。 NCID BA5206109X。全国書誌番号:。

### 翻訳
- ロベール・ショアン『ストラヴィンスキー』白水社〈永遠の音楽家 5〉、1969年4月。 NCID BN01433982。全国書誌番号:75044089。
- ピエール・シトロン『クープラン』白水社〈永遠の音楽家 15〉、1970年11月。 NCID BN01434227。全国書誌番号:75047561。
- エーヴァルト・ラトケ『ドイツ表現主義』平凡社〈現代の絵画 12〉、1974年5月。 NCID BN01957688。全国書誌番号:75045946。

### 共訳
- ルネ・レイボヴィッツ 著、平島正郎と共 訳『現代音楽への道 バッハよりシェーンベルクまで』ダヴィッド社、1956年4月。 NCID BN11299707。全国書誌番号:56006636。
- エルネスト・アンセルメ、クロード・ピゲ 著、寺田由美子と共 訳『アンセルメとの対話』みすず書房、1970年12月。 NCID BN04638187。全国書誌番号:75047522。
- ノルベール・デュフルク 著、平島正郎・戸口幸策と共 訳『フランス音楽史』白水社、1972年7月。 NCID BN0194070X。全国書誌番号:75051113。
  - ノルベール・デュフルク 著、平島正郎・戸口幸策と共 訳『フランス音楽史』（新装復刊）白水社、2009年5月。ISBN 9784560080085。 NCID BA90301620。全国書誌番号:21595138。
- ベルナール・ガヴォティ 著、徳田陽彦と共 訳『アルフレッド・コルトー』白水社、1982年2月。 NCID BN00330419。全国書誌番号:82021962。
  - ベルナール・ガヴォティ 著、徳田陽彦と共 訳『アルフレッド・コルトー』（新装復刊）白水社、2012年6月。ISBN 9784560082133。 NCID BB09759118。全国書誌番号:22114304。

### 著作集
- 『遠山一行著作集』 第1巻、新潮社、1986年10月。ISBN 9784106447013。 NCID BN0085840X。全国書誌番号:86059677。
  - 収録：ショパン, ワーグナー, ストラヴィンスキー, 日本の作曲家, 遠山一行の仕事 1（船山隆）
- 『遠山一行著作集』 第2巻、新潮社、1986年12月。ISBN 9784106447020。 NCID BN0085840X。全国書誌番号:87015117。
  - 収録：名曲のたのしみ, 音楽とともに, 古典と音楽, 初期論考, 遠山一行の仕事 2（井上太郎）
- 『遠山一行著作集』 第3巻、新潮社、1987年1月。ISBN 9784106447037。 NCID BN0085840X。全国書誌番号:87020245。
  - 収録：現代と音楽, 古典と幻想, 美術と音楽, 遠山一行の仕事 3（大久保喬樹）
- 『遠山一行著作集』 第4巻、新潮社、1987年2月。ISBN 9784106447044。 NCID BN0085840X。全国書誌番号:87023926。
  - 収録：ルネサンス音楽散歩, フランス音楽を歩く, 随筆, 遠山一行の仕事 4（丘山万里子）
- 『遠山一行著作集』 第5巻、新潮社、1987年3月。ISBN 9784106447051。 NCID BN0085840X。全国書誌番号:87030008。
  - 収録：東京日記1, 東京日記2, 東京日記3, 遠山一行の仕事 5（飯野幸子）
- 『遠山一行著作集』 第6巻、新潮社、1987年4月。ISBN 9784106447068。 NCID BN0085840X。全国書誌番号:87032298。
  - 収録：音楽時評（1950年～1970年）, 音楽時評（1971年～1980年）, 音楽時評（1981年～1985年）, 遠山一行の仕事 6（篠田一士）, 遠山一行年譜（後藤暢子）